# Підбуреник
Підбуреник (Thryomanes bewickii) — вид горобцеподібних птахів родини воловоочкових (Troglodytidae), що поширений у Північній Америці.

## Опис
Пташка сягає приблизно 14 см (5,5 дюйма) завдовжки. Спина сіро-коричневого забарвлення, черево біле, голова з довгою білою бровою. Він живе в заростях, чагарниках і живоплотах, рідколіссях, часто поблизу річок. Він харчується комахами і павуками, яких він збирає з рослинності або знаходить на землі.

## Поширення
Його ареал простягається від південної Британської Колумбії, штату Небраска, в південній частині провінції Онтаріо, у південно-західній Пенсільванії, Меріленді, на південь до Мексики, Арканзасу і північного узбережжя Мексиканської затоки.

## Розмноження
Гніздо будується у формі кубка і розташоване в затишному куточку або порожнині. Птах відкладає 5-7 яєць, білого кольору з коричневими плямами. Буває два виводки за сезон. Пари більш-менш моногамні.